# Fonteta (Baix Empordà)
Fonteta és una entitat de població del municipi baixempordanès de Forallac. Fins al 1977 fou un municipi independent que s'uní amb Vulpellac i Peratallada per a formar Forallac. L'antic terme municipal tenia una extensió d'uns 24 quilòmetres quadrats que s'estenien pels vessants nord-orientals del massís de les Gavarres, i en formaven part els poble de Fitor, el veïnat d'Abellars i l'antic poble de Torroella de Mont-ras.
El nucli urbà forma un conjunt compacte de carrers estrets a l'entorn de l'església de Santa Maria. Els forns de calç són abundants a la zona: destaca el Forn Gran.

## Història
Fonteta va ser donada per Carles el Calb al Bisbe de Girona el 844, juntament amb una altra vila rural anomenada Apiliares, probablement Abellars. El 904, quan el bisbe Servus Dei va consagrar la parròquia de la Bisbal, va concedir els delmes i les primícies de l'església de Fonteta.
El poble va pertànyer, posteriorment, a la baronia de la Bisbal. Se'n va independitzar al segon terç del segle xix. All vell municipi de Fonteta, el 1846, s'hi havia unit Fitor, que pertanyia al Marquès de Castell de Torrent.